# Álex Jordá
Alejandro Jordá Rodríguez (Alicante, 13 de septiembre de 1995), conocido como Álex Jordá, es un jugador de baloncesto español. Con 1 metro y 93 centímetros de estatura, juega en la posición de alero en el Club Baloncesto Lucentum Alicante de la Primera FEB.

## Trayectoria
Formado en las categorías inferiores del S.C.D. Carolinas y del Lucentum Alicante, en 2013 se desplazó a Estados Unidos para enrolarse en el JUCO Cuesta College, con sede en California, donde logró medias de 4,8 puntos, 1,3 rebotes y 1 asistencia por partido. 
En 2014/15 regresa a España para disputar la Liga EBA con el equipo fiial del Lucentum Alicante, llegando a debutar en LEB Plata con el primer equipo. Permanece una temporada más en el club, hasta firmar en 2016/17 con el C.B. Benidorm de Liga EBA, logrando promedios de 11,8 puntos y 3 rebotes por encuentro. En la siguiente campaña 2017/18 ficha por el C.B. Almansa, también de EBA, club con el que logra el ascenso a LEB Plata contribuyendo con unos promedios de 9,1 puntos y 2,2 rebotes.
En la temporada 2018/19 ficha por el Cáceres Patrimonio de la Humanidad, club con el que debuta en LEB Oro mientras alterna sus actuaciones con el equipo filial, el Torta del Casar Extremadura de Liga EBA. Con este último acredita unos promedios de 7.3 puntos, 5.7 rebotes y 4.2 asistencias. En 2019/20 es cedido por el Cáceres al CB Clavijo de LEB Plata, donde disputa 21 partidos promediando 7.5 puntos y 2.7 rebotes.
En la temporada 2020-21 firma con el Arcos Albacete de la Liga LEB Plata.
En julio de 2022, firma por el Club Baloncesto Ciudad de Ponferrada de la Liga LEB Plata.
El 5 de julio de 2023, firma por el FC Cartagena Baloncesto de la Liga LEB Plata.
El 26 de julio de 2025, regresa al Club Baloncesto Lucentum Alicante de la Primera FEB.